# Ignatius Kutu Acheampong

Ignatius Kutu Acheampong (Kumasi, 23 de septiembre de 1931 - Acra, 16 de junio de 1979) fue un militar y jefe de Estado ghanés.

## Vida y carrera
Perteneciente a la etnia ashanti fue becado por el gobierno ghanés para realizar sus estudios militares en Estados Unidos. Al producirse la crisis en el antiguo Congo Belga (hoy República Democrática del Congo), participó como miembro de los cascos azules que las Naciones Unidas enviaron al territorio para cesar las hostilidades allí existentes entre los diversos grupos políticos y evitar una intervención militar occidental.
Entre 1966 y 1969 desarrolló varios cargos en su país: gobernador de la región occidental y jefe de la I Brigada del Ejército. El 13 de enero de 1972 dirigió un golpe de Estado militar contra el Gobierno, organizando un Consejo de Seguridad Nacional cuya presidencia le fue encomendada.

## Jefe de Estado de Ghana
En 1975 asumió plenos poderes, convirtiéndose en dictador y, persiguiendo las ideas democráticas de sus conciudadanos. Uno de los personajes más perjudicados fue el músico y cantante Fela Kuti, que fue extraditado al El Cairo.